# Đảng ủy Công an Trung ương (Việt Nam)
Đảng ủy Công an Trung ương Việt Nam là cơ quan lãnh đạo của Đảng Cộng sản Việt Nam trong Công an nhân dân Việt Nam và là cơ quan nghiên cứu đề xuất để Ban Chấp hành Trung ương quyết định những vấn đề về đường lối, chính sách, bảo vệ An ninh Quốc gia và trật tự an toàn xã hội; lãnh đạo mọi mặt công tác trong công an.
Theo Điều lệ Đảng Cộng sản Việt Nam, Đảng ủy Công an Trung ương do Bộ Chính trị chỉ định gồm một số Ủy viên Ban Chấp hành Trung ương công tác trong Công an nhân dân và một số Uỷ viên Ban Chấp hành Trung ương công tác ngoài Công an nhân dân, một số đồng chí công tác thuộc Đảng bộ Công an Trung ương, đặt dưới sự lãnh đạo của Ban Chấp hành Trung ương mà trực tiếp, thường xuyên của Bộ Chính trị, Ban Bí thư.

## Thành phần
Bí thư Đảng ủy Công an Trung ương do Bộ trưởng Bộ Công an kiêm nhiệm.
Phó Bí thư Đảng ủy Công an Trung ương do Thứ trưởng thường trực Bộ Công an kiêm nhiệm.
Ủy viên thường vụ là các Thứ trưởng Bộ Công an. Từ nhiệm kì 2015 đến nay, Tổng Bí thư, Chủ tịch nước và Thủ tướng Chính phủ cũng tham gia Thường vụ Đảng ủy Công an Trung ương.
Bộ máy giúp việc:
- Ủy ban Kiểm tra Đảng ủy Công an Trung ương
- Văn phòng Đảng ủy Công an Trung ương

## Đảng ủy Công an Trung ương nhiệm kỳ 2020–2025
Ngày 4 tháng 6 năm 2021, đã diễn ra lễ công bố Quyết định của Bộ Chính trị Ban Chấp hành Trung ương Đảng Cộng sản Việt Nam khóa XIII về việc chỉ định Đảng ủy Công an Trung ương nhiệm kỳ 2020–2025. Theo đó, Bộ Chính trị chỉ định Đảng ủy Công an Trung ương nhiệm kỳ 2020–2025 gồm 27 người; Ban Thường vụ Đảng ủy gồm 10 người, trong đó có Tổng Bí thư Nguyễn Phú Trọng.
- Chức vụ trong Đảng ủy Công an Trung ương:       Bí thư       Phó Bí thư       Ủy viên Thường vụ       Ủy viên
- # = Số thứ tự

| #  | Nhân sự                       | Chức vụ khác | Ghi chú                                                       |
| -- | ----------------------------- | --- | ------------------------------------------------------------- |
| 1  | Đại tướng Lương Tam Quang     | - Ủy viên Trung ương Đảng - Ủy viên Bộ Chính trị (16/8/2024 - nay) - Bộ trưởng Bộ Công an - Ủy viên Hội đồng Quốc phòng và An ninh                                                                                                | [ 3 ]                                                         |
| 2  | Thượng tướng Trần Quốc Tỏ     | - Ủy viên Trung ương Đảng - Thứ trưởng thường trực Bộ Công an - Chủ nhiệm Ủy ban Kiểm tra Đảng ủy Công an Trung ương |                                                               |
| —  | Nguyễn Phú Trọng              | - Ủy viên Bộ Chính trị - Tổng Bí thư Ban Chấp hành Trung ương Đảng | từ trần ngày 19/7/2024                                        |
| 3  | Tô Lâm                        | - Ủy viên Bộ Chính trị - Tổng Bí thư Ban Chấp hành Trung ương Đảng |                                                               |
| —  | Nguyễn Xuân Phúc              | - Ủy viên Bộ Chính trị - Chủ tịch nước - Chủ tịch Hội đồng Quốc phòng và An ninh | từ ngày 18/1/2023 cho thôi chức vụ                            |
| —  | Võ Văn Thưởng                 | - Ủy viên Bộ Chính trị - Chủ tịch nước - Chủ tịch Hội đồng Quốc phòng và An ninh | giữ chức vụ từ ngày 02/3/2023 đến ngày 20/3/2024              |
| 4  | Lương Cường                   | - Ủy viên Bộ Chính trị - Chủ tịch nước - Chủ tịch Hội đồng Quốc phòng và An ninh | Bổ sung từ 21/10/2024                                         |
| 5  | Phạm Minh Chính               | - Ủy viên Bộ Chính trị - Thủ tướng Chính phủ - Bí thư Ban cán sự Đảng Chính phủ - Phó Chủ tịch Hội đồng Quốc phòng và An ninh |                                                               |
| —  | Thượng tướng Nguyễn Văn Sơn   | - Thứ trưởng Bộ Công an (đến 28/2/2022) | Nghỉ hưu từ 1/3/2022                                          |
| —  | Thượng tướng Nguyễn Duy Ngọc  | - Ủy viên Trung ương Đảng - Thứ trưởng Bộ Công an - Thủ trưởng Cơ quan Cảnh sát điều tra, Bộ Công an | Chuyển công tác từ 3/6/2024                                   |
| 6  | Thượng tướng Lê Quốc Hùng     | - Ủy viên Trung ương Đảng - Thứ trưởng Bộ Công an - Thủ trưởng Cơ quan quản lý thi hành án hình sự và Cơ quan quản lý tạm giữ, tạm giam, Bộ Công an (đến 28/2/2022)                                                               |                                                               |
| 7  | Thượng tướng Lê Tấn Tới       | - Ủy viên Trung ương Đảng - Thứ trưởng Bộ Công an | Chủ nhiệm Uỷ ban Quốc phòng và An ninh đối ngoại của Quốc hội |
| 8  | Thượng tướng Lê Văn Tuyến     | - Thứ trưởng Bộ Công an (từ 17/1/2022) - Phó Chủ nhiệm thường trực Ủy ban Kiểm tra Đảng ủy Công an Trung ương (đến 28/2/2022) | Bổ sung từ 8/4/2022                                           |
| 9  | Thượng tướng Nguyễn Văn Long  | - Thứ trưởng Bộ Công an (từ 17/1/2022) - Thủ trưởng Cơ quan quản lý thi hành án hình sự và Cơ quan quản lý tạm giữ, tạm giam, Bộ Công an (từ 1/3/2022 - 7/2024) - Thủ trưởng Cơ quan Cảnh sát điều tra, Bộ Công an(từ 6/2024-nay) | Bổ sung từ 8/4/2022                                           |
| 10 | Thượng tướng Phạm Thế Tùng    | - Thứ trưởng Bộ Công an Việt Nam - Thủ trưởng Cơ quan An ninh điều tra Bộ Công an |                                                               |
| 11 | Thượng tướng Nguyễn Ngọc Lâm  | - Thứ trưởng Bộ Công an Việt Nam - Phó Chủ tịch Ủy ban An toàn giao thông Quốc gia - Thủ trưởng Cơ quan quản lý tạm giữ, tạm giam Bộ Công an - Thủ trưởng Cơ quan quản lý thi hành án hình sự Bộ Công an                          |                                                               |
| —  | Thượng tướng Tô Ân Xô         | - Chánh Văn phòng Bộ Công an (đến 2/2023) - Trợ lý Bộ trưởng Bộ Công an - Người phát ngôn Bộ Công an | Chuyển công tác từ 1/6/2024                                   |
| 12 | Trung tướng Đặng Hồng Đức     | - Thứ trưởng Bộ Công an |                                                               |
| 13 | Trung tướng Phạm Ngọc Việt    | - Cục trưởng Cục An ninh nội địa |                                                               |
| 14 | Trung tướng Nguyễn Đình Thuận | - Cục trưởng Cục An ninh kinh tế |                                                               |
| 15 | Trung tướng Nguyễn Minh Chính | - Cục trưởng Cục An ninh mạng và phòng, chống tội phạm sử dụng công nghệ cao |                                                               |
| 16 | Trung tướng Phạm Thanh Bình   | - Cục trưởng Cục Xử lý tin và hỗ trợ tình báo |                                                               |
| 17 | Trung tướng Nguyễn Ngọc Tuấn  | - Cục trưởng Cục Tình báo Mỹ Âu Phi |                                                               |
| 18 | Trung tướng Hoàng Đức Lừng    | - Cục trưởng Cục Tổ chức - Cán bộ |                                                               |
| 19 | Trung tướng Nguyễn Ngọc Toàn  | - Cục trưởng Cục Công tác Đảng và công tác chính trị |                                                               |
| 20 | Trung tướng Trần Đức Tuấn     | - Chánh Thanh tra Bộ Công an |                                                               |
| 21 | Thiếu tướng Lê Minh Hà        | - Phó Chủ nhiệm thường trực Ủy ban Kiểm tra Đảng ủy Công an Trung ương | Bổ sung từ 8/4/2022                                           |
| 22 | Trung tướng Đỗ Văn Hoành      | - Chánh Văn phòng Cơ quan Cảnh sát điều tra - Phó Thủ trưởng thường trực Cơ quan Cảnh sát điều tra, Bộ Công an | Nghỉ hưu từ 2/2024                                            |
| 23 | Thiếu tướng Trần Minh Tiến    | - Chánh Văn phòng Cơ quan Cảnh sát điều tra - Phó Thủ trưởng thường trực Cơ quan Cảnh sát điều tra, Bộ Công an |                                                               |
| 24 | Trung tướng Trần Ngọc Hà      | - Cục trưởng Cục Cảnh sát hình sự - Phó Thủ trưởng Cơ quan Cảnh sát điều tra, Bộ Công an |                                                               |
| 25 | Đại tá Nguyễn Quang Phương    | - Cục trưởng Cục Cảnh sát điều tra tội phạm về tham nhũng, kinh tế, buôn lậu - Phó Thủ trưởng Cơ quan Cảnh sát điều tra, Bộ Công an                                                                                               |                                                               |
| 26 | Trung tướng Lê Minh Hùng      | - Cục trưởng Cục Cảnh sát quản lý trại giam, cơ sở giáo dục bắt buộc, trường giáo dưỡng - Phó Thủ trưởng thường trực Cơ quan quản lý thi hành án hình sự, Bộ Công an                                                              |                                                               |
| 27 | Trung tướng Đinh Văn Nơi      | - Cục trưởng Cục An ninh chính trị nội bộ |                                                               |
| 28 | Thiếu tướng Phạm Trường Giang | - Cục trưởng Cục Kế hoạch và Tài chính |                                                               |
| 29 | Trung tướng Trần Hải Quân     | - Tư lệnh Bộ Tư lệnh Cảnh vệ |                                                               |
| -- | Trung tướng Phạm Quốc Cương   | - Thành viên Ban Nghiên cứu chuyên đề giúp việc Bộ trưởng (từ 1/3/2022) - Tư lệnh Bộ Tư lệnh Cảnh sát Cơ động (đến 28/2/2022) | Nghỉ hưu từ 3/2023                                            |
| 30 | Trung tướng Nguyễn Ngọc Vân   | - Tư lệnh Bộ Tư lệnh Cảnh sát Cơ động |                                                               |